# پسران عراق
شوراهای بیداری (به عربی: المجلس الوطني لإنقاذ العراق) نام گروه‌هایی از شورشیان پیشین علیه حضور آمریکاییان در عراق است که پس از آن به کمک آمریکاییان و نیروهای دولتی عراق آمدند.
شوراهای بیداری در بغداد از شورشیان سابق، از جمله اعضای سابق حزب بعث عراق و نیز شورشیان اسلام‌گرا، تشکیل شده‌اند.
این افراد پس از مدتی تغییر جبهه داده‌اند و با القاعده در عراق می‌جنگند. این شوراها که حدود ۷۰ هزار نفر عضو دارند، عنصری کلیدی در راهبرد سال ۸-۲۰۰۷ آمریکا در عراق هستند. به گفته رسانه‌های غربی وجود آن‌ها باعث ایجاد سطح جدیدی از آرامش برای مناطق سنی‌نشین عراق شد و برای ایالات متحده، یکی از معدود موفقیت‌های سال ۲۰۰۷ بود.